# Station Bromborough
Bromborough is een spoorwegstation van National Rail in Bromborough, Wirral in Engeland. Het station is eigendom van Network Rail en wordt beheerd door Merseyrail. Het station is geopend in 1841.